# كورت سينيت
كورت سينيت (بالإنجليزية: Kurt Sinette)‏ (مواليد 9 مايو 1974) هو ملاكم من ترينيداد وتوباغو، مثّل بلاده في الألعاب الأولمبية الصيفية 1996.

## روابط خارجية
كورت سينيت على موقع أوليمبيديا (الإنجليزية)